# Contraombreig

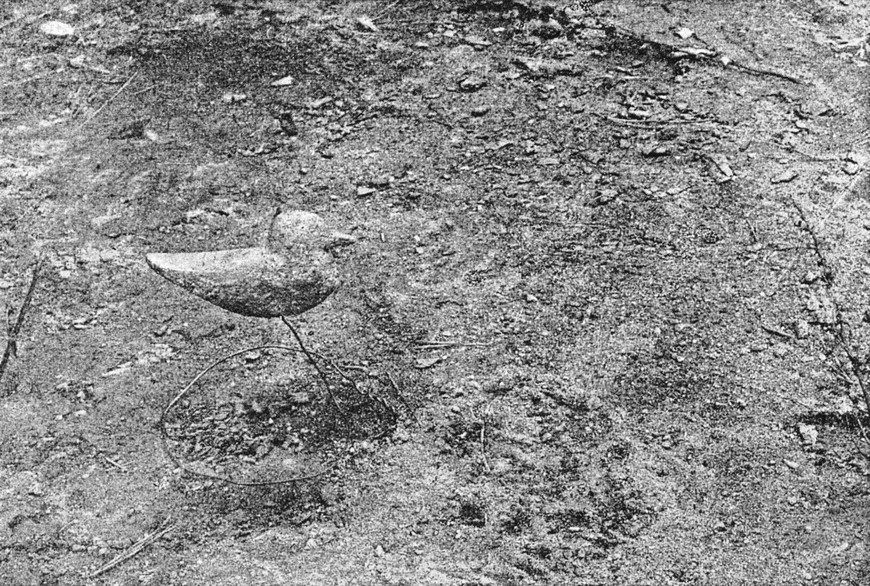
Una fotografia d'un estudi sobre el contraombreig dut a terme per l'artista Abbott Handerson Thayer, que s'obsessionà amb la idea errònia que tots els animals estan contraombrejats. El model de l'esquerra està camuflat (de manera convencional) i visible, mentre que l'altre de la dreta està contraombrejat i invisible.

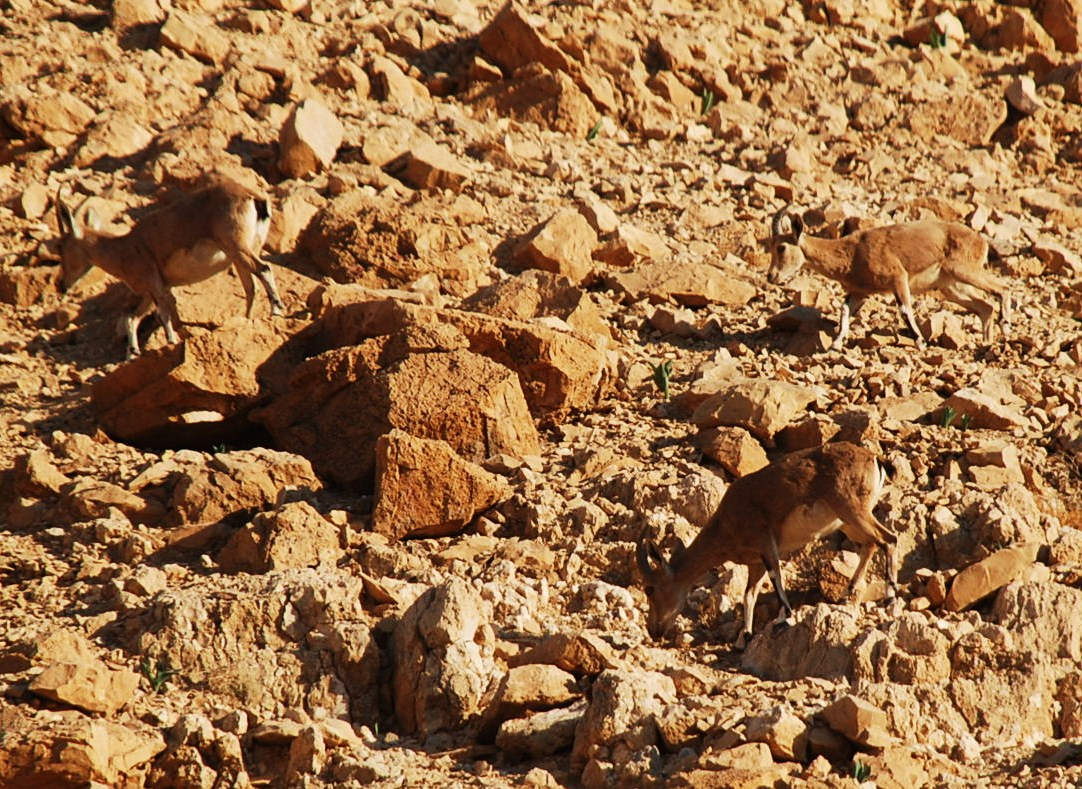
Les cabres esdevenen gairebé invisibles gràcies el contraombreig quan es troben en l'ambient adequat. N'hi ha tres en aquesta imatge.

El contraombreig, també anomenat llei de Thayer, és una forma de camuflatge. Es tracta del patró de coloració animal en el qual la pigmentació és més fosca a la part superior i més clara a la part inferior. Es pot trobar en moltes espècies de mamífers, rèptils, ocells i peixos.
Quan la llum incideix des de dalt sobre un objecte de color uniforme tal com una esfera fa que la part superior sembli més lluminosa i la part inferior més fosca, amb un degradat d'una a l'altra. Aquest patró de llum i ombra fa que l'objecte sembli sòlid i, per tant, actua com una indicació visual que fa que l'objecte sigui més fàcil de detectar. El contraombreig redueix la facilitat de detecció dels predadors i les preses contrarestant els efectes de l'autoombreig, de nou normalment fent una gradació de fosc a clar. En teoria, això podria ser útil per al camuflatge militar, però a la pràctica ha estat rarament utilitzat tot i els intents de zoòlegs com Hugh Cott.
Un mecanisme relacionat, la contrail·luminació, afegeix la creació de llum per mitjà de la bioluminescència o làmpades per coincidir amb la lluminositat del fons. El camuflatge per contrail·luminació és molt comú en organismes marins com el calamar. Ha estat estudiat fins a l'etapa de prototipatge per a l'ús militar en vaixells i avions, però ha estat rarament utilitzat en combat.
L'invers del contraombreig, amb el ventre pigmentat més fosc que l'esquena, augmenta el contrast i fa que els animals siguin més visibles. Es pot trobar en animals capaços de defensar-se a si mateixos com ara les mofetes.
Hi ha animals que solen viure de cap per avall i que presenten contraombreig que utilitzen aquest mètode però a l'inrevés, és a dir, de baix cap a dalt; és el cas de Brachysynodontis batensoda i Actias luna.